# Pere Crisolà
Pere Crisolà (Petrus Chrysolanus o Grosolanus, Pétros Πέτρος) fou bisbe de Milà el 1110 i abans havia estat bisbe a altres seus menys importants. Fou enviat pel papa Pasqual II en missió a l'emperador Aleix I Comnè.
Va escriure:
Πρὸς τὸν τὸν βασι λέα λέα κύριον ̓Αλέξιον τὸν Κομνηνόν λόγος, κ. τ. λ. Ad Imperatorems Domninum Alexium Comnenum Oratio, &c.